# Partido judicial de Villanueva de los Infantes
El partido judicial de Villanueva de los Infantes  es uno de los 31 partidos judiciales en los que se divide la comunidad autónoma de Castilla-La Mancha, siendo el partido judicial n.º 6  de la provincia de Ciudad Real.
El ámbito territorial, que viene regulado por el Real Decreto 529/1983, de 9 de marzo, comprende los municipios de:
Albaladejo, Alcubillas, Alhambra, Almedina, Carrizosa, Cózar, Fuenllana, Montiel, Puebla del Príncipe, Santa Cruz de los Cáñamos, Terrinches, Torre de Juan Abad, Villahermosa, Villamanrique, Villanueva de la Fuente y Villanueva de los Infantes